# 増田水力電気
増田水力電気株式会社（ますだすいりょくでんき かぶしきがいしゃ）は、明治後期から昭和戦前期にかけて存在した日本の電力会社である。秋田県を本拠とした事業者の一つで平鹿郡増田町（現在の横手市）に本社を構えた。
1910年（明治43年）に発足。秋田県内を流れる雄物川水系の成瀬川などに水力発電所を構え、秋田県南地区に電気を供給していたが、1942年（昭和17年）に配電統制のため東北配電（東北電力の前身）に統合され解散した。

## 概要
増田水力電気株式会社は、1910年（明治43年）から1942年（昭和17年）の32年間にわたり増田町に存在した電力会社である。本社のあった平鹿郡増田町を中心に、秋田県南地区の仙北・平鹿・雄勝3郡において電気の供給にあたった。
元は増田町で葉たばこの仲買業を営んでいた同町出身の実業家・松浦千代松が、煙草専売法の施行を機に水力発電事業への転身を図り、増田水電が設立された。当初は増田町・横手町へ電気を供給するのみであったが、増資や隣接する群小電力会社の合併により規模を拡大し、仙北三郡を供給区域とする電力会社へと成長した。秋田県内においては県外資本の大日本電力および奥羽電灯が進出し、県内の電力会社を次々と合併していったが、増田水電は買収されることなく、増田水電・大日本電力・奥羽電灯の3社が電力統制の時代まで生き残った。
増田水電の社屋は増田町中町（旧マルシメ中町店）に置かれ、その後1911年（大正10年）頃に同上町（旧谷藤石油スタンド）へ移転。社屋は洋館風の建築であり、東北配電へ統合された後は増田営業所となるが、1947年（昭和22年）12月30日に発生した火災により消失した。
増田町内の真人公園には、創業者である初代松浦千代松の紀功碑があり、これは1936年（昭和11年）9月に増田水電創立25周年記念事業として設置されたものである。

## 沿革

### 設立に至るまで
増田町の松浦千代松は、葉たばこや生糸の仲買業を営み、増田煙草業組合の代表取締役を務めるなど、葉たばこの仲買に注力していた。その後、1898年（明治31年）に羽後葉煙草合資会社を設立し、葉たばこや刻みたばこの売買を行っていたが、1904年（明治37年）の煙草専売法により煙草が専売の対象となったため、同社の工場は政府の煙草製造を請け負う「場外作業担当工場」となった。また、国営の煙草製造工場が各地に設立されたことにより、1910年（明治43年）に同社は解散を余儀なくされた。このため、従業員の雇用確保などの面から他事業への転身が図られ、1910年に増田水力電気株式会社が設立された。
水力発電事業を始める発端となったのは、同町で味噌・醤油製造を行う長坂商店が、これらの製造を機械化するためにボイラー利用による自家発電を計画していたことによる。工場内では電灯が設置され、その威力を示すために工場の軒先にイルミネーションが施された。松浦はこれを見て感嘆し、電力事業へ参入することを決めた。
松浦には水力発電に関する知識が無かったため、仙北郡高梨村（後の仙北町、現在の大仙市）の大地主である池田家から養子を迎え入れていた考八郎（二代目千代松）にその研究を命じた。考八郎は早稲田大学を卒業していたが理工系ではなかったため、イギリスからブリタニカ百科事典を取り寄せ研究に努めた。また、秋田県内で初めて火力発電所を設置した近江谷栄次とドイツ人技師であるゲロハ・ロへーに検分を、院内銀山を経営し川井発電所主任技師である近藤盛に技術指導を依頼した。これに並行する形で、1908年（明治41年）頃に電力会社設立発起人会を開催して資金を募ったが、当時はまだ発電事業に対する理解が浅かったため資金調達は不調であった。しかし、検分を依頼した近江谷栄次によりドイツのシーメンス社から資金提供を受けることが決定し、1910年（明治43年）9月17日の増田水力電気株式会社設立に至った。設立時の資本金は7万5,000円。株主は80名で、株主のうち50株以上の6名が取締役に、20株以上の株主3名が監査役に就いた。

### 電力供給の開始
発電用水の取入口について、最初は雄勝郡西成瀬村（後の平鹿郡増田町、現在は横手市）の吉野堰とする予定だったが、堰を管理する地元住民の承諾を得ることができずに苦労した。最終的には堰の利用について承諾を得ることができ、延長1里半（6km）の電気堰が完成した。発電所用地については、当時の増田町長が真人（まと）山の土地を無償で提供し、そこに発電所が建設された。発電所の発電量は220馬力150kW（130kWとする資料もある）。
1910年（明治43年）11月23日に増田水電からの電気供給が開始され、増田町と横手町で初めて電灯が灯された。秋田県内において、初めて家庭で電灯が灯されたのは1901年（明治34年）の秋田市で、1907年（明治40年）に本荘町（後の本荘市、現在の由利本荘市）、1908年（明治41年）に能代港町（現在の能代市）で点灯しており、増田町・横手町の2町はそれに続く形となった。需要家数は655戸、1,396灯であった。1911年（明治44年）4月30日に増田水電開業式が増田町の真人山発電所構内第二公園にて挙行された。
なお、増田水電の電力供給開始日（開業日）は1911年2月20日であり、その日をもって電力供給が開始されたとする資料もあるが、これは誤りである。1914年の秋田魁新報の報道などによると、電力供給の開始は1913年であったとの記述がある。1911年2月20日という日付は、事業が一段落したことを受け、今後の発展を願うような式典が執り行われた日であり、これが電力供給開始日として伝えられてきたものと考えられる。

### 増田水電の規模拡大
増田と横手で電気供給が開始されると、周辺町村への電力供給区域拡大を求める声が高まった。そこで、増田水電は水路と発電所の増設に着手し、必要な資金を資本金の増額によって調達するため、1912年（大正元年）に22万5,000円へと増資。1917年（大正6年）には35万円、1919年（大正8年）には75万円、1926年（大正15年/昭和元年）には290万円まで増資した。電力供給区域については、開業後4年で増田・横手のほか4町1ヶ村へ拡大し、戸数も急増した。1917年には7町9村へと拡大し、戸数も4,000戸まで拡大。この時点で同じ秋田県内の電力会社であった秋田木材の実績を上回り、秋田電気に次ぐ2番目の地位を築いていた。
また第一次世界大戦による大戦景気により、それに乗じて新たな電力会社が各地に設立されるようになったが、好景気から転じて不況に入ると、これらの電力会社は経営難に陥った。そこで、増田水電はこれらの会社の買収を進めていった。増田水電が買収した会社については以下の通り。
- 秋南水力電気（1923年〈大正12年〉合併[15]）
1920年（大正9年）9月20日に自家用電気工作物施設者として施設認可を受け、1921年（大正10年）4月19日に開業した[18]。発電所は古河鉱業株式会社が建設した椛山発電所（340kW）を買収し[18]、院内鉱山へと電気を供給していたが、同鉱山の休山により余剰電力を増田水電へ供給していた[19]。

- 羽後電力（1924年〈大正13年〉合併[15]）
1923年（大正12年）6月16日に長坂又兵衛が代表となり雄勝郡東成瀬村に発電所を建設、特定需要者への電力供給および電気鉄道の経営を目的として営業許可を受けた[20]。資本金66万円であったが開業に至ることはなく合併のため解散した[20]。

- 河原田水力電気（1925年〈大正14年〉合併[15]）
1911年（明治44年）8月4日に河原田次重を代表とし、仙北郡角館町（現在の仙北市）外4町3ヶ村を供給区域とした電力会社として営業認可を受けた[21]。桧木内川の水を利用した西明寺発電所（後に川岱発電所と改称）を持ち、180kWの発電能力があった[21]。

- 稲庭水力電気（1926年〈大正15年〉合併[15]）
1916年（大正5年）6月7日に佐藤平右衛門外20人を発起人とし、雄勝郡稲庭町（後の稲川町、現在の湯沢市）外3ヶ村を供給区域とした電力会社として営業認可を受けた[22]。新所川用水路の水を利用した稲庭発電所を持ち、27kWの発電能力があった[22]。

- 皆瀬川水力電気（1927年〈昭和2年〉合併[15]）
1919年（大正8年）1月25日に自家用電気工作物施設者として滝ノ原発電所（2,760kW）の建設許可を受け、1925年（大正14年）10月23日に完成したが、ほとんどの電力を増田水電に供給していたため同社に事業を譲渡して解散[20]。

このようにして、秋田県南地区にあった群小電力会社は全て増田水電が買収し、1,600kWの発電能力を持つ県南における唯一の電力会社となった。これらの買収により、供給区域は15町39ヶ村に及び、1926年には2万6,630戸、6万2,067灯まで拡大。これは秋田電気に比べると灯数では及ばなかったものの、需要家数で3,000戸あまり上回っていた。この間、秋田県内においては県外資本の北海道電灯（後の大日本電力）および盛岡電灯（後の奥羽電灯）が進出し、増田水電の供給区域であった県南においても勢力拡大が見られたが、最終的に秋田県内で唯一の地元資本である電力会社（公営を除く）として電力統制の時代まで生き残った。増田水電が買収されずに残った要因として、広範囲の供給区域を持ち、安定して安価な水力発電を豊富に電力供給を行い得たという、充実した経営内容によるものが大きかった。

### 横手町における町営電気事業計画
横手町では、増田水電が1910年11月に電気供給を開始した当初から、町営電気事業に関する議論が存在していた。1919年9月14日には横手劇場において町民大会が開催。この大会は超満員の盛況であり、大山順造や浅利勇吉をはじめとする青年たちが登壇し、町営電気の実現を訴えた。その際、登壇者と聴衆の間で激しい口論が発生し、会場は大騒ぎになったとの記録がある。これに対し、増田水電は横手町に対して年間5,000円の寄附を行うことで町営電気事業を阻止しようとしていた。
1933年（昭和3年）12月、横手町議会は増田水電の一部（横手町分）を買収し、町営電気として事業化することを全会一致で可決した。町営電気事業を遂行するため、横手町は増田水電を相手に訴訟を起こすが、「電気事業には法規上ないし行政上からも権益を鞏固と擁護されていた」ことから敗訴し、この問題には終止符が打たれた。また、町営電気事業の遂行が実現に至らなかった責任を負い、当時の町長であった和泉喜代松は1937年（昭和12年）4月5日に辞職した。

### 東北配電への統合と解散
昭和期に入ると、金融恐慌や昭和恐慌といった不況の連続となり、1934年（昭和9年）の東北地方における凶作により県民生活へ大きな打撃を与えた。このため、政府は東北振興の政府機関である東北振興調査会を発足させ、東北興業株式会社および東北振興電力株式会社の両社が設立された。これにより、農作業などの電力化が図られ、電力需要はさらに増すことになった。
また、日中戦争が激しさを増す中で、電力に対する国家統制が強まり、1941年（昭和16年）8月に「配電統制令」が公布・施行された。これにより、東北6県および新潟県の配電事業は国策配電会社「東北配電」へと再編されることが決まった。同年9月6日、逓信大臣より東北6県および新潟県にある主要事業者13社に対し「東北配電株式会社設立命令書」が発出される。増田水電もその受命者の一つであり、水力発電所5か所、火力発電所1か所、送電線13路線、変電所6か所、それに配電区域内にある配電設備・需要者屋内設備・営業設備の一切を東北配電へと出資するよう命ぜられた。
増田水電ほか12社の統合による国策会社東北配電は1942年（昭和17年）4月1日に発足した。これにより、増田水電は38年の歴史に幕を下ろし、当時の増田水電社長は東北配電の監事に就任した。

## 年表
- 1910年（明治43年）
  - 9月17日 - 増田水力電気株式会社が設立[2]。
  - 11月23日 - 電力供給を開始し、増田町と横手町で電灯が灯る[14]。
- 1911年（明治44年）4月30日 - 開業式を挙行[13]。
- 1912年（大正元年） - 資本金が22万5,000円となる[15]。
- 1917年（大正6年） - 資本金が35万円となる[15]。
- 1919年（大正8年） - 資本金が75万円となる[15]。
- 1921年（大正10年）4月20日 - 創業者である松浦千代松が死去[33]。
- 1923年（大正12年） - 資本金50万円の秋南水力電気を25万円で買収合併[15]。
- 1924年（大正13年）
  - 6月4日 - 十文字から増田を経て東成瀬に至る鉄道路線として鉄道敷設免許を取得[34]。
  - 資本金70万円の羽後電気を35万円で買収合併[15]。
- 1925年（大正14年） - 河原田水力電気を合併[15]。
- 1926年（大正15年） - 資本金を290万円に増額し、稲庭水力電気を10万円で買収合併[15]。
- 1927年（昭和2年） - 皆瀬川水力電気を150万円で買収合併[15]。
- 1929年（昭和4年）3月27日 - 十文字から東成瀬に至る鉄道路線について、期限までに着工されなかったとして免許失効[35]。
- 1941年（昭和16年）8月30日 - 「配電統制令」が施行。
- 1942年（昭和17年）4月1日 - 東北配電（東北電力の前身）が設立[32]。増田水電は解散[4]。

## 供給区域

### 1915年時点の区域一覧
1915年（大正4年）6月末時点における供給区域は以下の通り。
| 秋田県            | 秋田県                                                                         |
| ----------------- | ------------------------------------------------------------------------------ |
| 平鹿郡 （5町3村） | 増田町・横手町・十文字村・浅舞町・沼館町・植田村・大森町・朝倉村（現・横手市） |
| 雄勝郡 （2町1村） | 岩崎町・湯沢町・山田村（現・湯沢市）                                           |
| 仙北郡 （1町2村） | 金沢町（現・横手市、美郷町）、 藤木村（現・大仙市）、 飯詰村（現・美郷町）     |

### 1938年時点の区域一覧
1938年（昭和13年）12月末時点における供給区域は以下の通り。
| 秋田県             | 秋田県 |
| ------------------ | --- |
| 平鹿郡 （7町17村） | 横手町・八沢木村・大森町・沼館町・阿気村・館合村・里見村・浅舞町・植田村・三重村・十文字町・増田町・境町村・田根森村・福地村・吉田村・黒川村・睦合村・朝倉村・醍醐村・山内村・栄村・旭村（現・横手市）、 角間川町（現・大仙市）                                                                     |
| 雄勝郡 （3町17村） | 湯沢町・山田村・三関村・岩崎町・弁天村・幡野村・稲庭村・皆瀬村・三梨村・川連村・駒形村（現・湯沢市）、 西馬音内町・三輪村・元西馬音内村・新成村・田代村・仙道村（現・羽後町）、 西成瀬村（現・横手市）、 明治村（現・羽後町、横手市）、 南成瀬村（？）                                              |
| 仙北郡 （6町20村） | 長信田村・横堀村・横沢村・藤木村・大曲町・高梨村・神宮寺町・花館村・大川西根村・長野町・四ツ屋村・清水村・豊岡村（現・大仙市）、 千屋村・畑屋村・飯詰村・金沢西根村・六郷町（現・美郷町）、 金沢町（現・横手市、美郷町）、 角館町・檜木内村・西明寺村・神代村・中川村・雲沢村・白岩村（現・仙北市） |